# Gilberto Rhoden
Gilberto Rhoden Hernández (Limón; 22 de octubre de 1962) es un exfutbolista costarricense que jugaba como delantero.

## Selección nacional
Anotó con la selección de Costa Rica el gol de la victoria contra Estados Unidos en el Campeonato de Naciones de la Concacaf de 1989. Quedó campeón del torneo, pero no fue convocado a la Copa Mundial de 1990.

## Clubes
| Club                 | País       | Año       |
| -------------------- | ---------- | --------- |
| Limonense            | Costa Rica | 1982-1986 |
| Municipal Puntarenas | Costa Rica | 1986-1987 |
| Alajuelense          | Costa Rica | 1987-1990 |
| Cartaginés           | Costa Rica | 1990-1991 |
| Saprissa             | Costa Rica | 1991-1992 |
| Limonense            | Costa Rica | 1992-1993 |

## Palmarés

### Títulos nacionales
| Título           | Equipo               | País       | Año  |
| ---------------- | -------------------- | ---------- | ---- |
| Primera División | Municipal Puntarenas | Costa Rica | 1986 |

### Títulos internacionales
| Título                                | Equipo     | Sede   | Año  |
| ------------------------------------- | ---------- | ------ | ---- |
| Campeonato de Naciones de la Concacaf | Costa Rica | Varias | 1989 |